# Górniczy Klub Sportowy Bełchatów 2009-2010
Questa voce raccoglie le informazioni riguardanti il Górniczy Klub Sportowy Bełchatów nelle competizioni ufficiali della stagione 2009-2010.

## Rosa
| N. |                     | Ruolo | Calciatore         |
| -- | ------------------- | ----- | ------------------ |
| 2  | Polonia (bandiera)  | D     | Marek Szyndrowski  |
| 4  | Polonia (bandiera)  | D     | Jacek Popek        |
| 5  | Polonia (bandiera)  | C     | Janusz Gol         |
| 6  | Polonia (bandiera)  | D     | Edward Cecot       |
| 7  | Polonia (bandiera)  | A     | Karol Gregorek     |
| 8  | Polonia (bandiera)  | C     | Maciej Małkowski   |
| 9  | Polonia (bandiera)  | A     | Dawid Nowak        |
| 10 | Polonia (bandiera)  | C     | Mateusz Cetnarski  |
| 12 | Polonia (bandiera)  | P     | Łukasz Sapela      |
| 13 | Honduras (bandiera) | A     | Carlo Costly       |
| 14 | Croazia (bandiera)  | D     | Mate Lacić         |
| 15 | Polonia (bandiera)  | D     | Dariusz Pietrasiak |
| 16 | Polonia (bandiera)  | D     | Artur Marciniak    |
| 17 | Polonia (bandiera)  | A     | Grzegorz Kuświk    |

| N. |                    | Ruolo | Calciatore       |
| -- | ------------------ | ----- | ---------------- |
| 18 | Polonia (bandiera) | A     | Maciej Korzym    |
| 19 | Polonia (bandiera) | C     | Kamil Poźniak    |
| 20 | Polonia (bandiera) | C     | Patryk Rachwał   |
| 21 | Polonia (bandiera) | C     | Krzysztof Janus  |
| 22 | Polonia (bandiera) | D     | Grzegorz Fonfara |
| 23 | Polonia (bandiera) | C     | Tomasz Wróbel    |
| 24 | Polonia (bandiera) | C     | Jakub Tosik      |
| 25 | Polonia (bandiera) | A     | Mariusz Ujek     |
| 26 | Polonia (bandiera) | A     | Paweł Adamiec    |
| 27 | Polonia (bandiera) | P     | Krzysztof Kozik  |
| 28 | Polonia (bandiera) | D     | Marcin Drzymont  |
| 33 | Polonia (bandiera) | D     | Paweł Magdoń     |
| 40 | Polonia (bandiera) | P     | Dominik Kisiel   |
| 80 | Polonia (bandiera) | A     | Janusz Dziedzic  |